# Schmieddorf (Gemeinde Brückl)
Schmieddorf (im 19. Jahrhundert auch Schmiddorf; slowenisch Kovacnica) ist eine Ortschaft in der Gemeinde Brückl im Bezirk Sankt Veit an der Glan in Kärnten. Die Ortschaft hat 30 Einwohner (Stand 1. Jänner 2024).

## Lage
Die Ortschaft liegt südöstlich des Gemeindehauptorts Brückl. Sie liegt linksseitig der Gurk, dort, wo der Schmieddorferbach von den Hängen des Johannserbergs in den Talboden der Gurk austritt. Der Großteil des Dorfs liegt in der Katastralgemeinde Schmieddorf, lediglich das Haus Nr. 8, das sich hinten im Graben des Schmieddorferbachs befindet, liegt auf dem Gebiet der Katastralgemeinde Brückl. Der Gemeindehauptort Brückl hat sich durch den Bau von Einfamilienhaussiedlungen bis an den Rand von Schmieddorf ausgedehnt; noch Mitte des 20. Jahrhunderts lagen zwischen Schmieddorf und den nächsten Häusern von Brückl mehrere hundert Meter freies Feld.

## Geschichte
Der Ort wird 1372 als Smitdorff urkundlich erwähnt.
In der ersten Hälfte des 19. Jahrhunderts gehörte Schmieddorf zum Steuerbezirk Mannsberg. Seit Gründung der Ortsgemeinden im Zuge der Reformen nach der Revolution 1848/49 gehört Schmieddorf zur Gemeinde Brückl, die bis 1915 St. Johann am Brückl hieß.
Als ab Mitte des 20. Jahrhunderts mehr und mehr Einfamilienhäuser zwischen den Ortskernen von Brückl und Schmieddorf errichtet wurden, wurden zunächst alle auf dem Gebiet der Katastralgemeinde Schmieddorf errichteten Häuser als zur Ortschaft Schmieddorf gehörend betrachtet. Heute hingegen zählt zur Ortschaft nur mehr der Bereich des alten Ortskerns; die neueren Einfamilienhaussiedlungen werden nun alle als Teil der Ortschaft Brückl geführt.

## Bevölkerungsentwicklung
Für die Ortschaft ermittelte man folgende Einwohnerzahlen:
- 1854: 33 Einwohner[2]
- 1869: 6 Häuser, 48 Einwohner[3]
- 1880: 6 Häuser, 68 Einwohner[4]
- 1890: 6 Häuser, 38 Einwohner[5]
- 1900: 8 Häuser, 61 Einwohner[6]
- 1910: 8 Häuser, 36 Einwohner[7]
- 1923: 9 Häuser, 85 Einwohner[8]
- 1934: 94 Einwohner[9]
- 1961: 43 Häuser, 236 Einwohner[10]
- 2001: 15 Gebäude (davon 11 mit Hauptwohnsitz) mit 15 Wohnungen; 32 Einwohner und 1 Nebenwohnsitzfall; 15 Haushalte; 1 Arbeitsstätte, 2 land- und forstwirtschaftliche Betriebe[11]
- 2011: 16 Gebäude, 32 Einwohner, 16 Haushalte, 0 Arbeitsstätten[12]
- 2021: 16 Gebäude, 32 Einwohner, 13 Haushalte, 2 Arbeitsstätten[13]